# ادوین کوک
ادوین کوک (انگلیسی: Edwin Cooke; ۲۶ فوریهٔ ۱۹۰۳ – ۲۴ مهٔ ۱۹۷۸) بازیکن فوتبال اهل بریتانیا بود.
از باشگاه‌هایی که در آن بازی کرده‌است می‌توان به باشگاه فوتبال بارنزلی، باشگاه فوتبال منزفیلد تاون، باشگاه فوتبال گرنثم تاون، و باشگاه فوتبال برنتفورد اشاره کرد.